# 森查特 (喬治亞州)
森查特（英語：Cenchat）是位於美國喬治亞州沃克縣的一個非建制地區。該地的面積和人口皆未知。

## 地理
森查特的座標為34°54′46″N 85°20′45″W / 34.91278°N 85.34583°W，而該地的平均海拔高度為218米（即715英尺）。